# Ilan Yeshua
Ilan Yeshua é o ex-CEO tanto da Encyclopaedia Britannica como da Britannica.com Inc..
Em 16 de maio de 2001, ele substituiu Don Yannias. Quando a Encyclopædia Britannica Inc. foi separada, em 1999, a Britannica.com Inc. ficou com o encargo de desenvolver as versões digitais da enciclopédia, e Yannias tormou-se o seu CEO, deixando vago o cargo na Encyclopædia Britannica Inc. Os dois cargos voltaram a ser reunidos com Yeshua, que era o CEO da Britannica Israel, Ltd., uma subsidiária da Britannica.com Inc.
Ilan Yeshua é, desde novembro de 2006, o CEO do Walla Communications Channels Ltd., um portal israelense.